# Lacuna Coil
Lacuna Coil — італійський музичний колектив, створений у Мілані в 1996 році, що грає музику у стилях готичний метал та альтернативний метал.
Попередні назви: Sleep of Right та Ethereal. Учасники гурту стверджують, що на їх творчість сильно вплинули такі команди як Paradise Lost, Tiamat, Septic Flesh і Type O Negative.

## Історія
Гурт з'явився у 1994 році під назвою Sleep of Right, але незабаром змінив назву на Ethereal. Колектив у той час складався з вокалістки Крістіни Скаббії, гітариста Клаудіо Лео та ударника Леонардо Форті. 1996 року гурт записав демонстраційний альбом Ethereal та розіслала його багатьом європейським звукозаписуючим компаніям. Найкращі умови запропонував німецький лейбл Century Media, з яким наприкінці 1997 року було укладено контракт. Дізнавшись, що назва Ethereal вже використовується одним грецьким гуртом, колектив змінив назву на Lacuna Coil (що означає «пуста спіраль»).

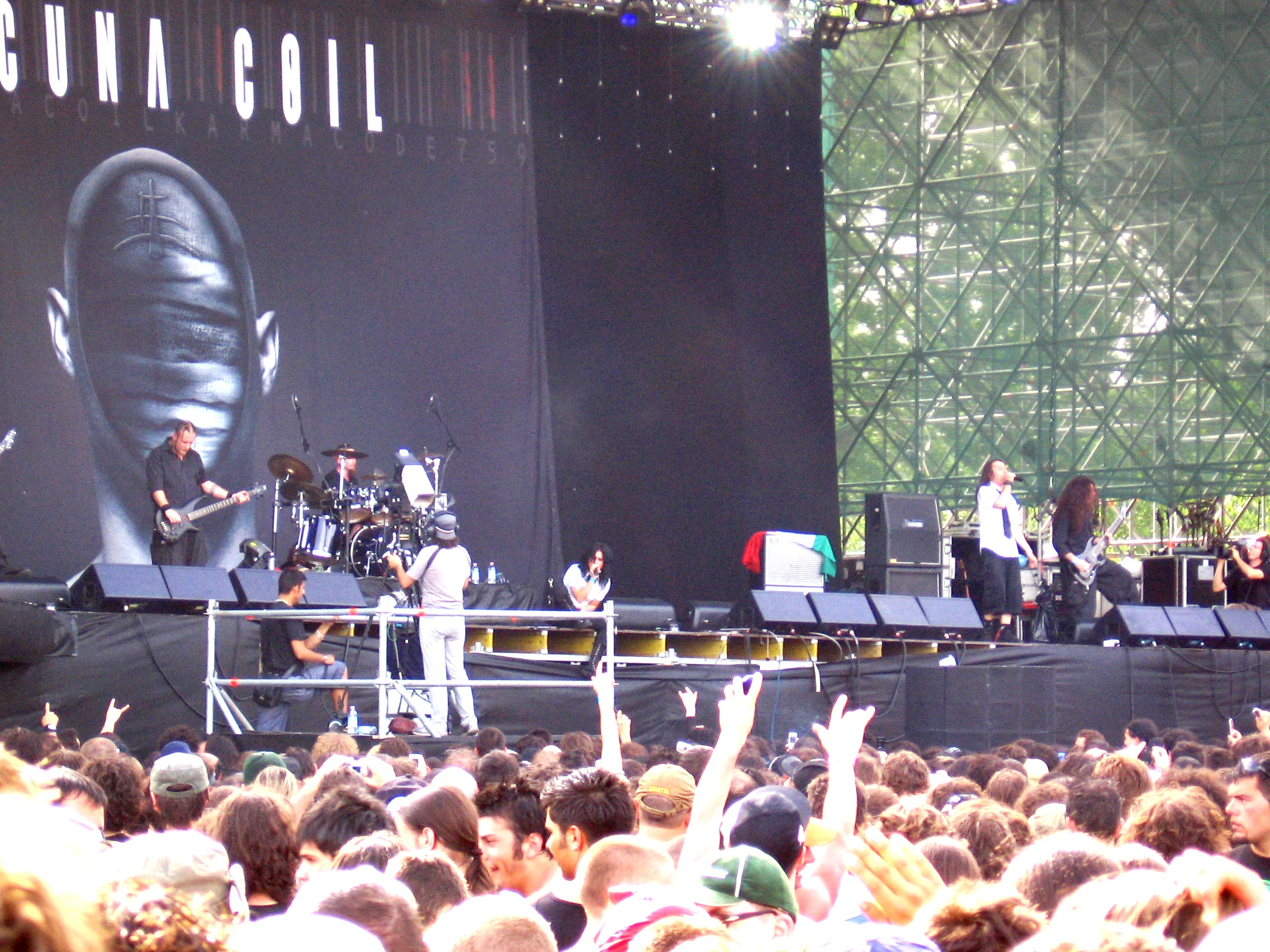
Lacuna Coil виступає на Heineken Jamming Festival 2006

У той час склад гурту виглядав так: вокалісти Крістіна Скаббіа й Андреа Ферро, басист і клавішник Марко Коті Дзелатті. Гурт записав EP Lacuna Coil, який вийшов 1998 року, та вирушили в тур як підтримка колег по лейблу, португальського гурту Moonspell. Для туру гурт запросив гітариста Крістіано Мігліора та барабанщика Крістіано Моццаті.

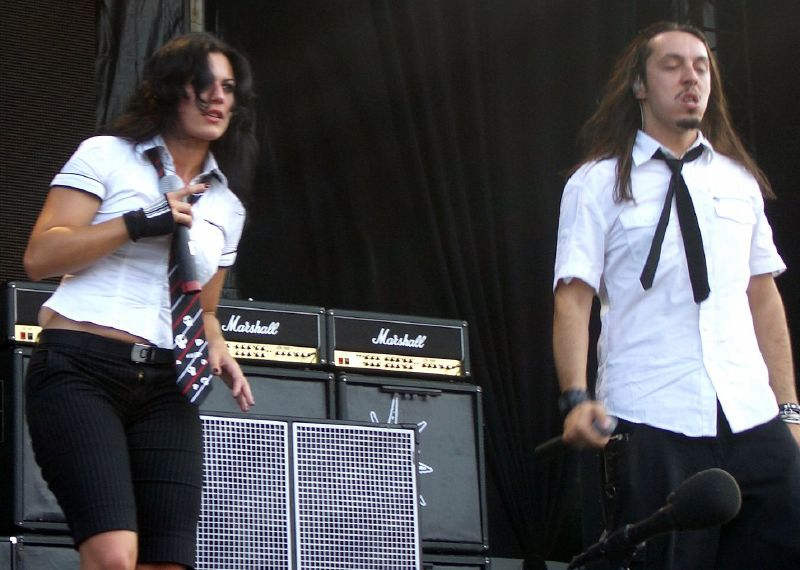
Вокалісти Lacuna Coil, Крістіна Скаббіа й Андреа Ферро

Після другого європейського туру гурт записав свій перший повноцінний альбом, In a Reverie, а також до колективу приєднався гітарист Марко Біацці. Гурт підтримав альбом черговим європейським туром разом з гуртом Skyclad.
2002 року гурт випустив альбом Comalies, що отримав захоплені відгуки від прихильників готичного металу з усього світу. Рік потому перший сингл з цього альбому, Heaven's a Lie, став часто крутитися на радіо, що додало гурту популярності. Другий сингл, Swamped, також став популярним на радіо, а також увійшов до саундтреку комп'ютерної гри Vampire: The Masquerade - Bloodlines. На обидві пісні були зняти відеокліпи, котрі транслювалися на телешоу Headbanger's Ball каналу MTV.
До 2004 року альбом Comalies став найпродаванішим CD в історії лейблу Century Media. У перервах між турами Північною Америкою та Європою гурт брав участь у турі Ozzfest. Гурт, що швидко набирав популярність, оголосив про вихід довгоочікуваного альбому Karmacode на початку 2006. Згідно з сайтом гурту пізній вихід альбому пояснюється тривалішою роботою над ним та бажанням не загубитися у потоці альбомів інших метал-команд, що також вийшли 2005 року. Karmacode з'явився на прилавках магазинів США 4 квітня 2006 року. Один з треків альбому, Our Truth, спочатку вийшов як сингл та увійшов у саундтрек фільму «Інший світ: Еволюція», а кліп на цю пісню крутився на MTV.
20 квітня 2009 року гурт випустив альбом Shallow Life, який багатьма фанами був сприйнятий неоднозначно, оскільки гурт відійшов від готики в бік легкого альтернативного металу. Починаючи з цього альбому гурт повністю відійшов від меланхолійної готики і став альтернативним метал-гуртом.
24 січня вийшов альбом Dark adrenaline з важчим звучанням. На альбомі була присутня пісня, яка присвячувалась другу гурту Пітеру Стілу — фронтмену гурту Type O Negative.
У лютому 2014 на офіційній фейсбук сторінці було оголошено, що Крістіано Мігліора та Крістіано Моццаті покидають гурт. Новим барабанщиком стає Раян Фолден (The Agony Scene, Burn Halo, Enterprise Earth, After Midnight Project).
1 квітня 2014 вийшов альбом Broken Crown Halo.
На початку 2016 гурт покидає також і Марко Біацці. А у квітні офіційно новим гітаристом став Дієго Кавалотті.
27 травня 2016 виходить альбом Delirium, який став найважчим в історії гурту.

## Склад гурту
- Крістіна Скаббіа — жіночий вокал (контральто)
- Андреа Ферро — чоловічий вокал (тенор)
- Крістіано «Піца» Мігліор — гітара
- Марко «Маус» Біацці — гітара
- Марко Коті Дзелаті — бас-гітара та клавішні
- Крістіано «Кріз» Моццаті — ударні

## Колишні учасники
- Раффаеле Дзагаріа — гітара
- Клаудіо Лео — гітара
- Леонардо Форті — ударні
- Еліс Чіареллі — клавішні

## Дискографія

### Студійні альбоми
- In a Reverie (1999)
- Unleashed Memories (2001)
- Comalies (2002)
- Karmacode (2006)
- Shallow Life (2009)
- Dark Adrenaline (2012)
- Broken Crown Halo (2014)
- Delirium (2016)
- Black Anima (2019)
- Sleepless Empire (2025)

### Демо-альбоми
- Ethereal (Demo) (1996)

### Міні-альбом
- Lacuna Coil (1998)
- Halflife (2000)

### Сингли
- Heaven's a Lie (2002)
- Swamped (2004)
- Our Truth (2006) #40 UK, #36 US Mainstream Rock
- Enjoy the Silence (червень 2006) #41 UK
- Closer (2006) #5 UK Rock Singles
- Within Me (2007) #44 Italy
- Spellbound (2009)
- I Like It (2009)
- I Won't Tell You (2010)

### DVD
- Visual Karma (2008)